# MusE
MusE è un sequencer MIDI/Audio con possibilità di registrazione, modifica e scrittura creato da Werner Schweer. MusE aspira ad essere uno studio multitraccia virtuale completo per Linux: attualmente nessun'altra piattaforma è supportata a causa del suo interfacciamento con JACK e ALSA.
Pubblicato sotto licenza GNU General Public License, MusE è un software libero.